# Omiodes xanthodysana
Omiodes xanthodysana is een vlinder uit de familie van de grasmotten (Crambidae). De wetenschappelijke naam van deze soort is voor het eerst voorgesteld als Nacoleia xanthodysana door Harrison Gray Dyar Jr. in een publicatie uit 1914.
De soort komt voor in Panama.